# Stirellus curtipenis
Stirellus curtipenis är en insektsart som beskrevs av Dlabola 1957. Stirellus curtipenis ingår i släktet Stirellus och familjen dvärgstritar. Inga underarter finns listade i Catalogue of Life.